# Bulvar Rokossóvskogo
Bulvar Rokossóvskogo (del ruso: Бульва́р Рокоссо́вского), antes de 2014: Ulitsa Podbelskogo, en ruso: У́лица Подбе́льского es la estación final de la Línea Sokolnicheskaya del Metro de Moscú. La siguiente estación en esta línea se llama Cherkízovskaya. La estación está ubicada en la región Bogoródskoe del Distrito administrativo oriental de la ciudad de Moscú. 

## Origen del nombre
La estación fue abierta al público el 1 de agosto de 1990. Ulitsa Podbélskogo significa en castellano Calle de Podbélsky razón por la cual la estación de metro lleva este nombre. Esta calle fue bautizada en honor de Vadim Nikoláevich Podbelsky, figura importante en el partido comunista soviético y en el gobierno de la URSS. En 1992 la calle fue renombrada Ivanteevskaya y así la estación perdió su referencia topográfica.

## Vestíbulos y transbordos
Esta estación tiene dos salidas: hacia el sur a la avenida Otkrytoe y hacia el norte a la calle Ivanteevskaya y al 7 proezd Podbélskogo.

## Características técnicas
Formada por columnas no profundas en tres cavidades (profundidad 8 m), Ultsa Podbélskogo fue construida con hierro forjado con el método de apoyo en las paredes de la cueva. En la estación hay dos filas con veintiséis columnas de hierro forjado cada una. La distancia entre las columnas es de 6,5 m. En frente de la estación hay una cámara de intersección de caminos, y tras ella, dos caminos ciegos.

## Diseño
Las columnas están revestidas de mármol blanco; las paredes del túnel están adornadas con tiras metálicas, con las cuales se forma un ornamento geométrico; la parte inferior de las paredes está recubierta con granito. El piso está fundamentado con granito gris claro con líneas negras y rojas de mármol.
En el hall se erige el busto del miembro del Partido Comunista de la Unión Soviética y activista en la Revolución de febrero Vadim Nikolaevich Podbel'sky.

## Desarrollo vial
El tramo Cherkízovskaya - Ulitsa Podbelskogo entra en el planeado segundo anillo del Metro. Se planea la creación de un pasaje hacia la estación Otkrítoe Shosse del pequeño anillo ferroviario moscovita. También se considera que en caso de iniciar la construcción del segundo anillo los túneles serán prolongados hacia el nororiente en dirección a Yaroslávskogo Shosse (avenida Yaroslávskogo) y la estación Botaníchesky sad.

## Imágenes de la estación

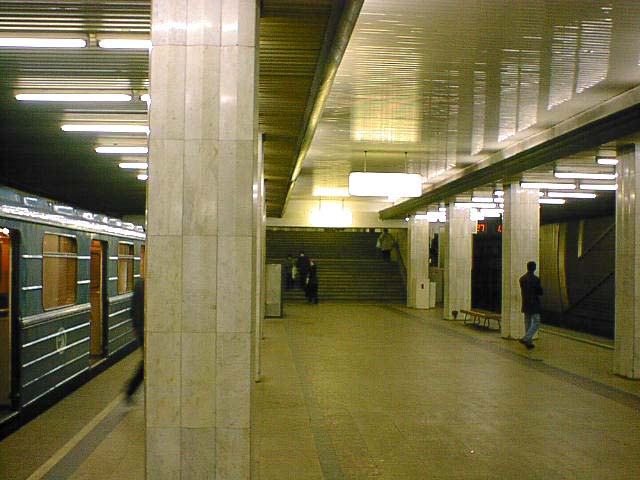
Estación de metro Ulitsa Podbelskogo - Hall central. 11 de marzo de 2000.